# Smarandache–Wellin素數
在數學中，Smarandache–Wellin素數是將前n個質數照順序寫在一起組成的新數（Smarandache–Wellin数）且本身也是質數的數。前三個Smarandache–Wellin素數為：2, 23和2357（A069151）。第四個Smarandache–Wellin素數有355位數，其結尾質數是719。
組成各個Smarandache–Wellin素數的結尾質數是：
2, 3, 7, 719, 1033, 2297, 3037, 11927?, ...（A046284）
在Smarandache–Wellin数中，是Smarandache–Wellin素數的數序如下：
1, 2, 4, 128, 174, 342, 435, 1429?, ...（A046035）
第1429個Smarandache–Wellin数是可能質數（有可能是偽質數），它有5719位數，結尾質數是11927，是埃里克·韋斯坦因於1998年發現的，如果它被證明是質數，這將是第8個Smarandache–Wellin素數。2006年7月韋斯坦因的搜索表明該Smarandache–Wellin素數（如果存在）可能大於第18272個Smarandache–Wellin素數。